# Aïssey
Aïssey (en franc-comtois : Isé) est une commune française située dans le département du Doubs, la région culturelle et historique de Franche-Comté et la région administrative Bourgogne-Franche-Comté.

## Géographie

### Climat
Pour des articles plus généraux, voir Climat de la Bourgogne-Franche-Comté et Climat du Doubs.
En 2010, le climat de la commune est de type climat de montagne, selon une étude du Centre national de la recherche scientifique s'appuyant sur une série de données couvrant la période 1971-2000. En 2020, Météo-France publie une typologie des climats de la France métropolitaine dans laquelle la commune est exposée à un climat semi-continental et est dans la région climatique Jura, caractérisée par une forte pluviométrie en toutes saisons (1 000 à 1 500 mm/an), des hivers rigoureux et un ensoleillement médiocre.
Pour la période 1971-2000, la température annuelle moyenne est de 9,2 °C, avec une amplitude thermique annuelle de 16,9 °C. Le cumul annuel moyen de précipitations est de 1 271 mm, avec 13,8 jours de précipitations en janvier et 10,2 jours en juillet. Pour la période 1991-2020, la température moyenne annuelle observée sur la station météorologique de Météo-France la plus proche, « Adam-lès-Vercel », sur la commune d'Adam-lès-Vercel à 12 km à vol d'oiseau, est de 9,8 °C et le cumul annuel moyen de précipitations est de 1 510,7 mm. 
La température maximale relevée sur cette station est de 38,4 °C, atteinte le 24 juillet 2019 ; la température minimale est de −22,9 °C, atteinte le 2 mars 2005,,.
Les paramètres climatiques de la commune ont été estimés pour le milieu du siècle (2041-2070) selon différents scénarios d'émission de gaz à effet de serre à partir des nouvelles projections climatiques de référence DRIAS-2020. Ils sont consultables sur un site dédié publié par Météo-France en novembre 2022.

## Urbanisme

### Typologie
Au 1er janvier 2024, Aïssey est catégorisée commune rurale à habitat dispersé, selon la nouvelle grille communale de densité à 7 niveaux définie par l'Insee en 2022.
Elle est située hors unité urbaine. Par ailleurs la commune fait partie de l'aire d'attraction de Besançon, dont elle est une commune de la couronne,. Cette aire, qui regroupe 310 communes, est catégorisée dans les aires de 200 000 à moins de 700 000 habitants,.

### Occupation des sols
L'occupation des sols de la commune, telle qu'elle ressort de la base de données européenne d’occupation biophysique des sols Corine Land Cover (CLC), est marquée par l'importance des territoires agricoles (50,1 % en 2018), en augmentation par rapport à 1990 (49,2 %). La répartition détaillée en 2018 est la suivante : 
forêts (47,3 %), zones agricoles hétérogènes (34,3 %), prairies (11,2 %), terres arables (4,6 %), zones urbanisées (2,6 %). L'évolution de l’occupation des sols de la commune et de ses infrastructures peut être observée sur les différentes représentations cartographiques du territoire : la carte de Cassini (XVIIIe siècle), la carte d'état-major (1820-1866) et les cartes ou photos aériennes de l'IGN pour la période actuelle (1950 à aujourd'hui).

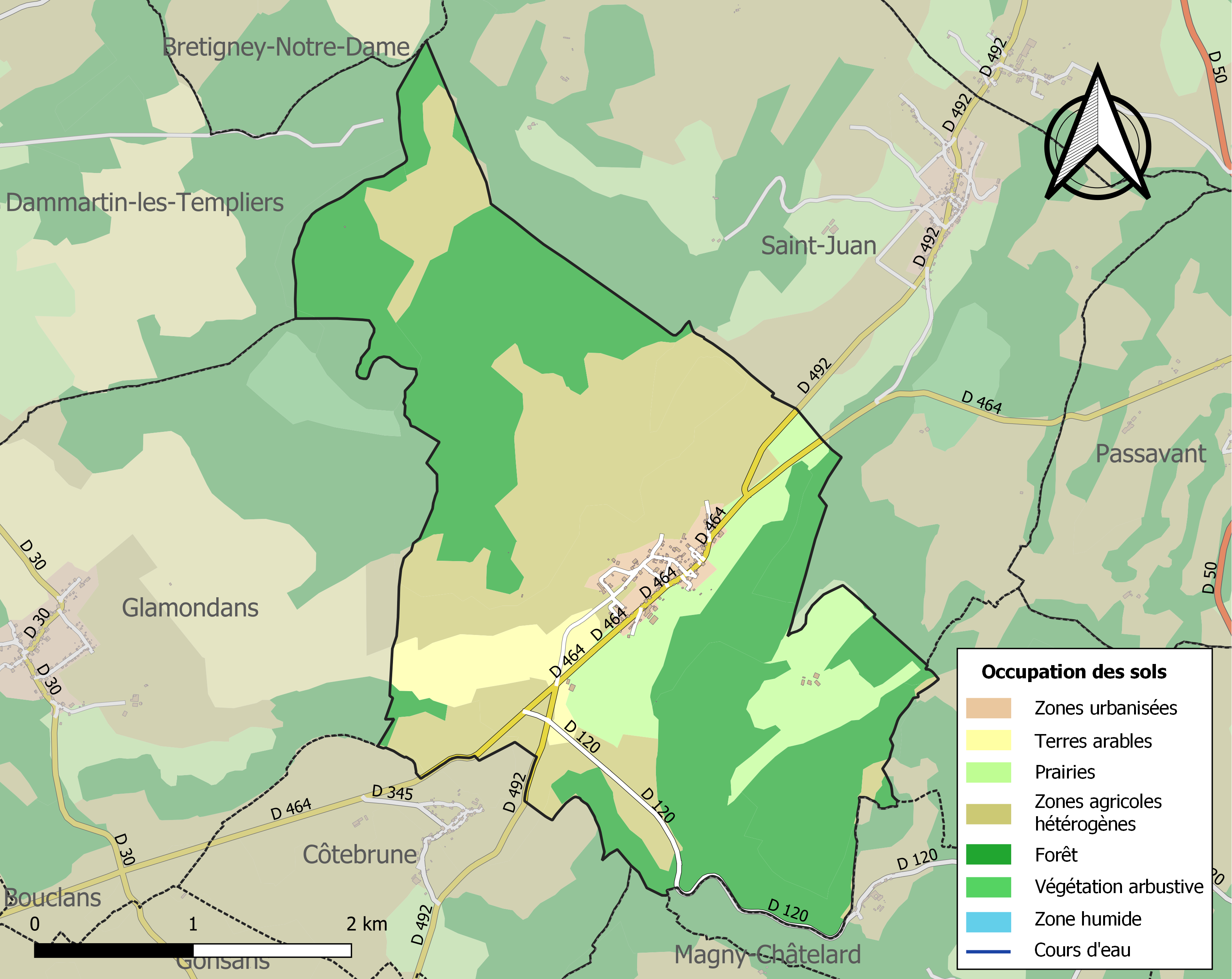
Carte des infrastructures et de l'occupation des sols de la commune en 2018 (CLC).

## Toponymie
Aysé en 1147 ; Aissai en 1153 ; Aijsœl en 1250 ; Aisel en 1259.
« Aisse », barrière, clôture faite avec des branches entrelacées et servant à fermer les cours des métairies, les jardins, les chemins particuliers.

## Histoire
Le 18 juin 1940 les troupes allemandes furent arrêtées dans le village durant une demi-journée par des détachements français du 220° R.I. et du 57° R.A. chargés de retarder l'avance ennemie. Irrités de cette résistance inattendue, les Allemands détruisirent le village : 43 maisons sur 54 furent rasées, ainsi que l'église qui fut incendiée. Les murs de cet édifice furent cependant sauvés et on s'apprêtait, en novembre 1940, à les recouvrir d'une charpente neuve quand, le 18 novembre, un détachement de soldats allemands arriva au village : chargés de tourner un film de guerre, ils déposèrent des mines dans les ruines de l'église et firent sauter les murs encore debout. Le village reçut la Croix de Guerre le 11 novembre 1948.

## Politique et administration
| Période                                  | Période                     | Identité                                       | Étiquette | Qualité     |
| ---------------------------------------- | --------------------------- | ---------------------------------------------- | --------- | ----------- |
| 1995                                     |                             | Emile Richard                                  |           |             |
| mars 2008                                | En cours (au 1er juin 2020) | Michel Barbier, Réélu pour le mandat 2020-2026 | DVD       | Agriculteur |
| Les données manquantes sont à compléter. |                             |                                                |           |             |

## Démographie
L'évolution du nombre d'habitants est connue à travers les recensements de la population effectués dans la commune depuis 1793. Pour les communes de moins de 10 000 habitants, une enquête de recensement portant sur toute la population est réalisée tous les cinq ans, les populations de référence des années intermédiaires étant quant à elles estimées par interpolation ou extrapolation. Pour la commune, le premier recensement exhaustif entrant dans le cadre du nouveau dispositif a été réalisé en 2008.

En 2022, la commune comptait 165 habitants, en évolution de −5,71 % par rapport à 2016 (Doubs : +1,88 %, France hors Mayotte : +2,11 %).
| 1793 | 1800 | 1806 | 1821 | 1831 | 1836 | 1841 | 1846 | 1851 |
| ---- | ---- | ---- | ---- | ---- | ---- | ---- | ---- | ---- |
| 213  | 245  | 299  | 343  | 376  | 424  | 402  | 345  | 308  |

| 1856 | 1861 | 1866 | 1872 | 1876 | 1881 | 1886 | 1891 | 1896 |
| ---- | ---- | ---- | ---- | ---- | ---- | ---- | ---- | ---- |
| 320  | 344  | 306  | 269  | 272  | 270  | 271  | 224  | 210  |

| 1901 | 1906 | 1911 | 1921 | 1926 | 1931 | 1936 | 1946 | 1954 |
| ---- | ---- | ---- | ---- | ---- | ---- | ---- | ---- | ---- |
| 206  | 217  | 223  | 196  | 180  | 179  | 182  | 136  | 154  |

| 1962 | 1968 | 1975 | 1982 | 1990 | 1999 | 2006 | 2008 | 2013 |
| ---- | ---- | ---- | ---- | ---- | ---- | ---- | ---- | ---- |
| 171  | 160  | 144  | 137  | 163  | 166  | 165  | 162  | 179  |

| 2018 | 2022 | - | - | - | - | - | - | - |
| ---- | ---- | - | - | - | - | - | - | - |
| 163  | 165  | - | - | - | - | - | - | - |

## Culture locale et patrimoine

### Lieux et monuments
- L'église Saint-Nicolas : contemporaine, elle a été construite en lieu et place de celle du XIXe siècle, détruite durant la Seconde Guerre mondiale.
- Chapelle Saint-Nicolas.
- Lavoirs.

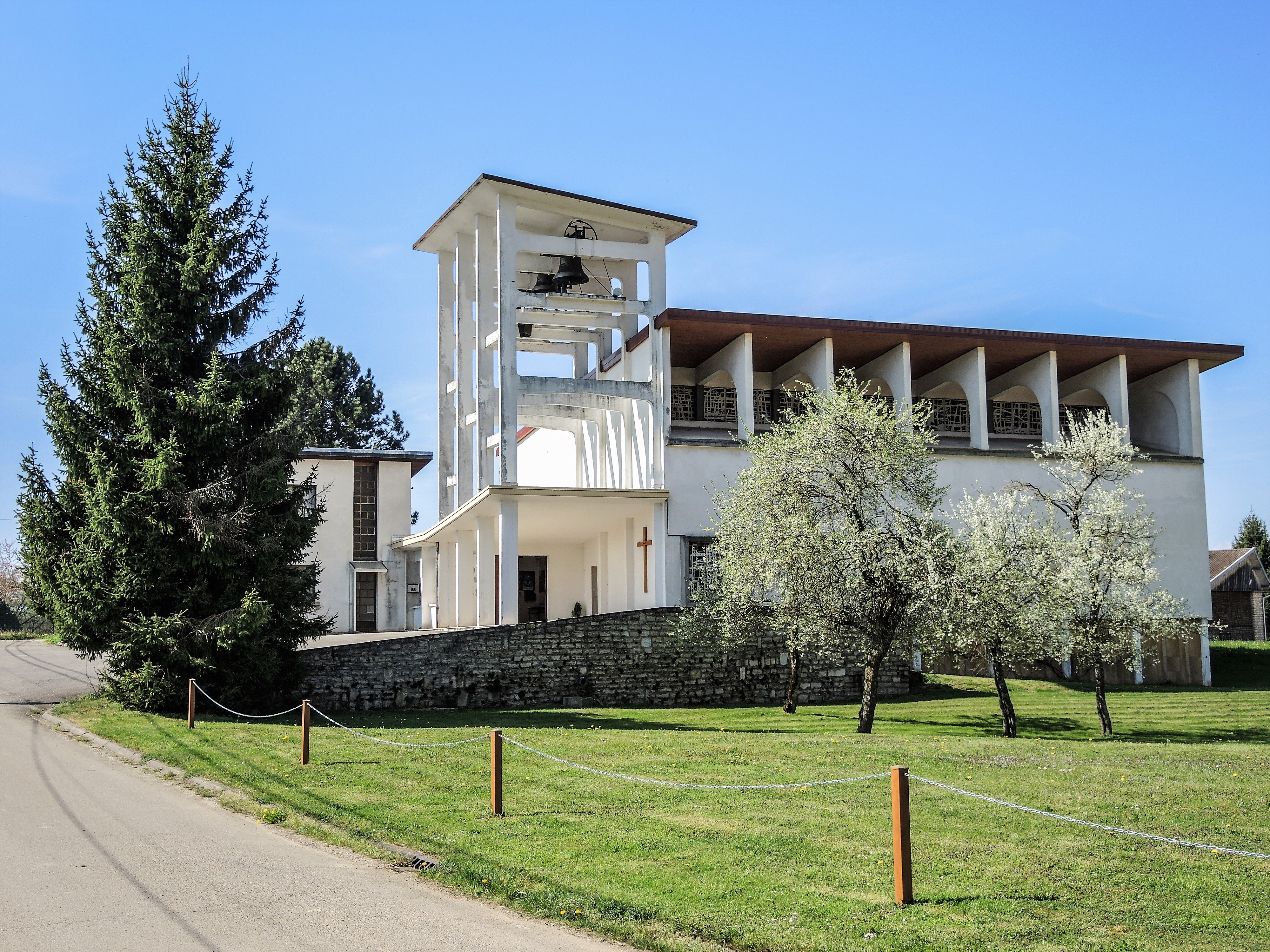
L'église.
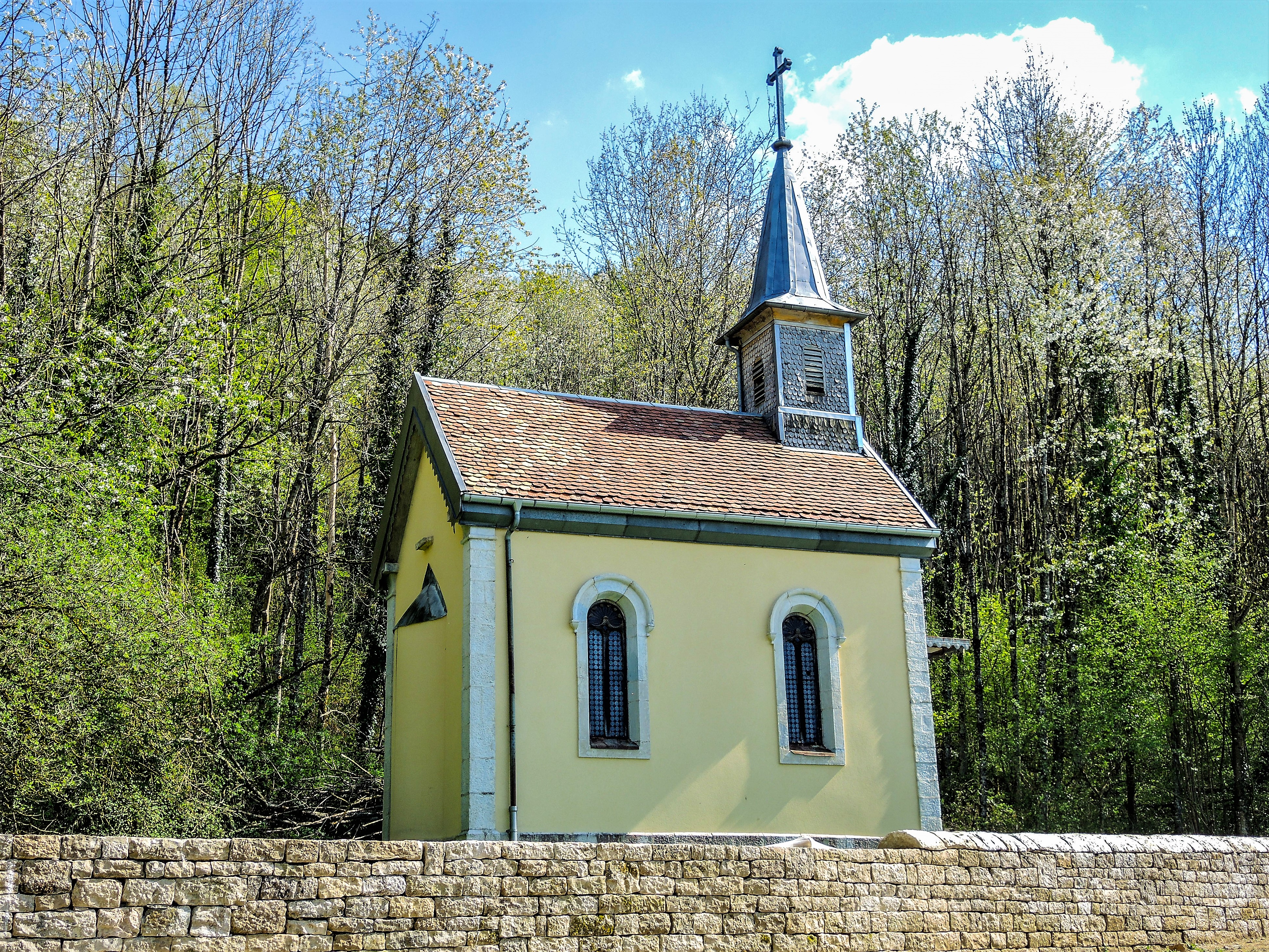
Chapelle Saint-Nicolas.
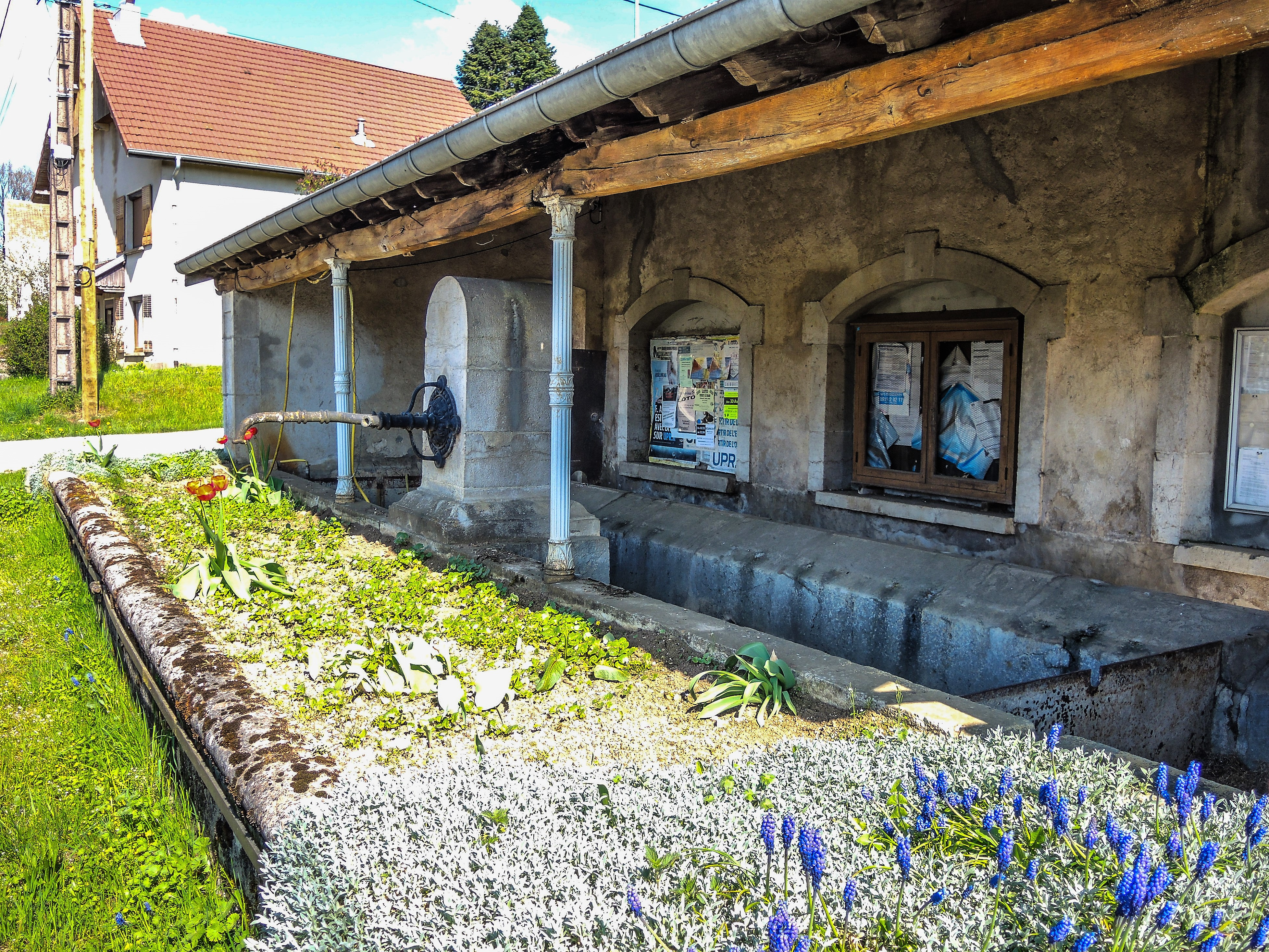
Lavoir couvert.
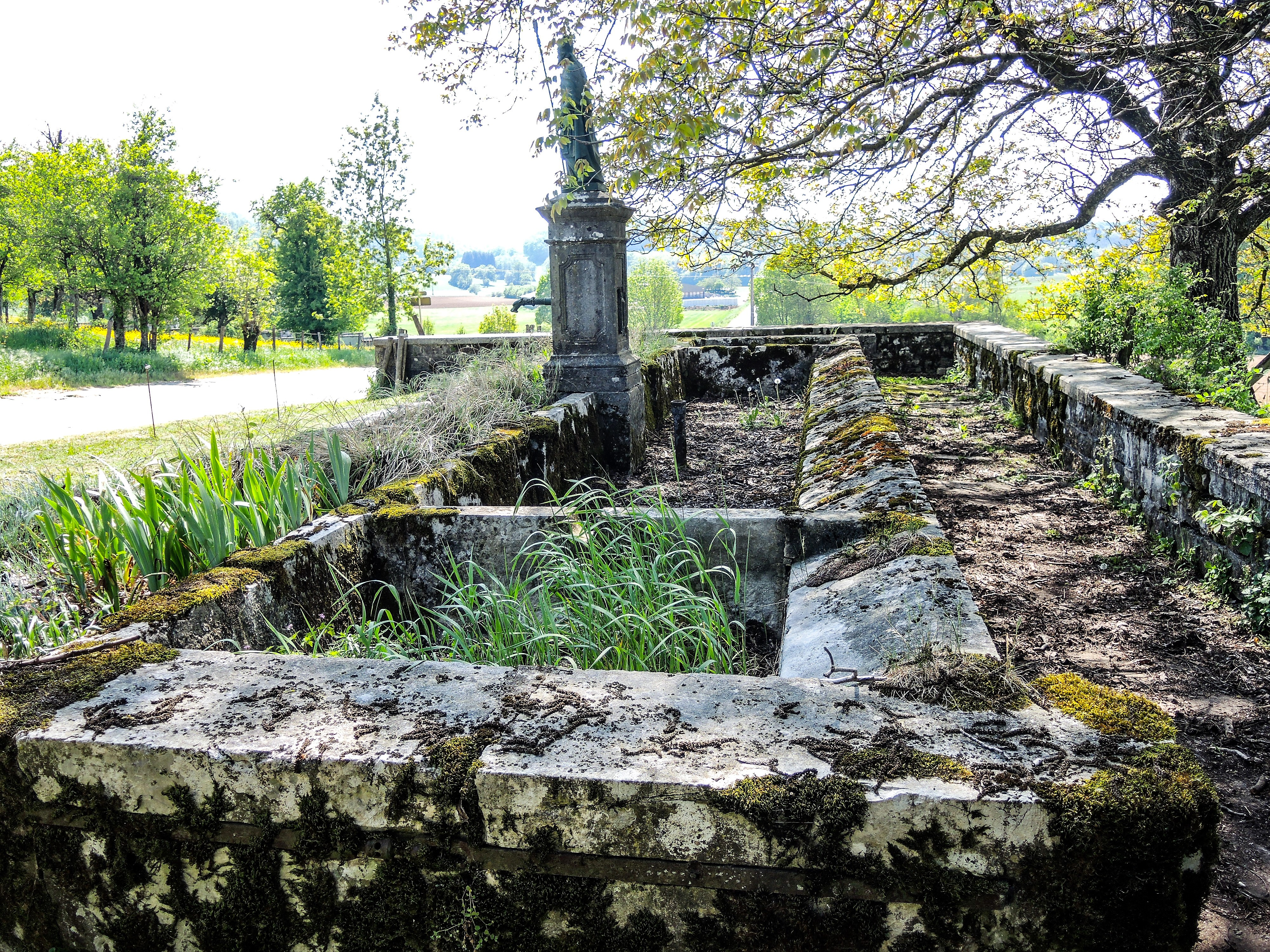
Ancienne fontaine-lavoir Saint-Nicolas.

- Les cuves de l'Audeux : marmites de géant creusées dans le lit du ruisseau au niveau du Pré Brenier.

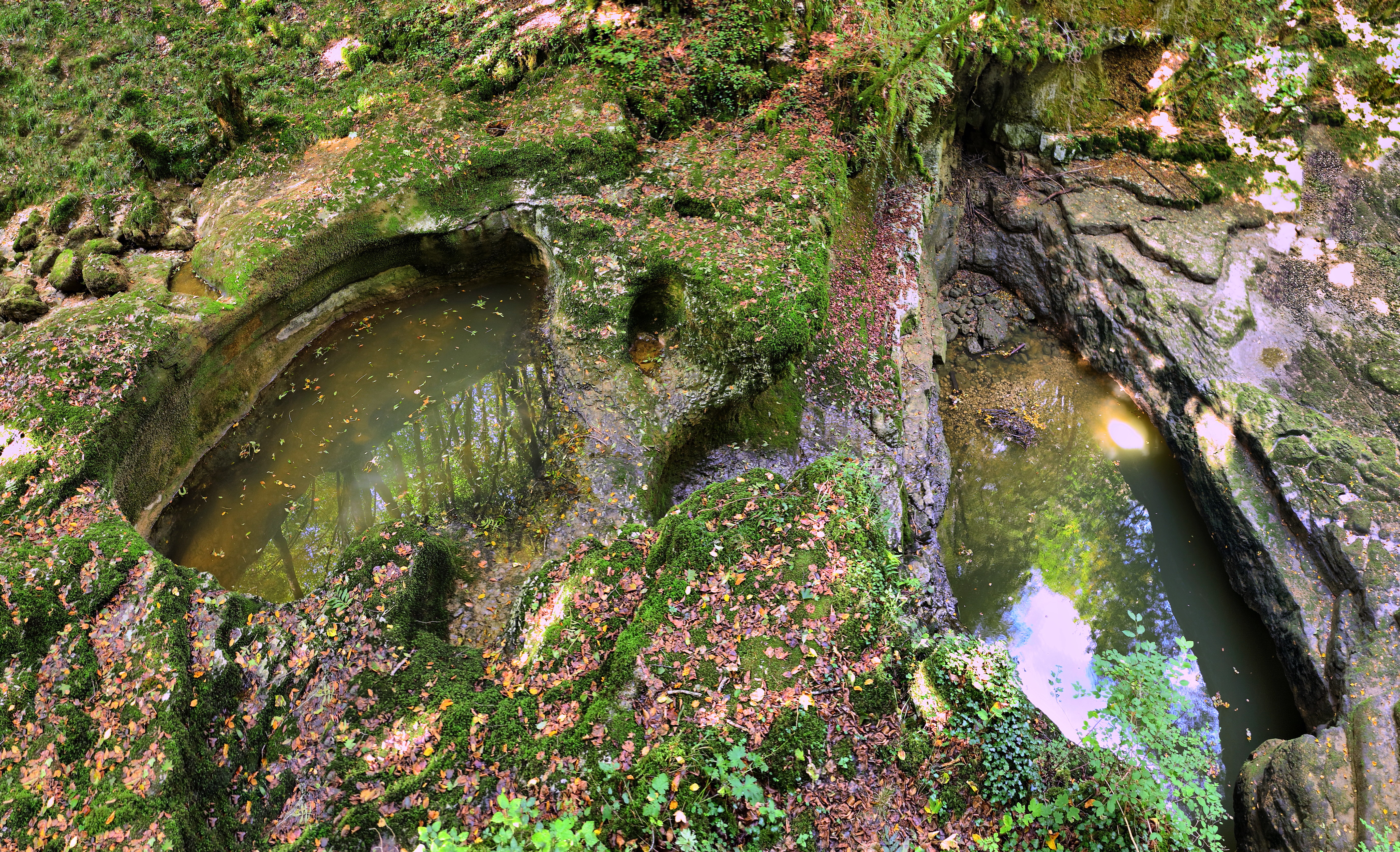
Les cuves de l'Audeux à l'étiage.
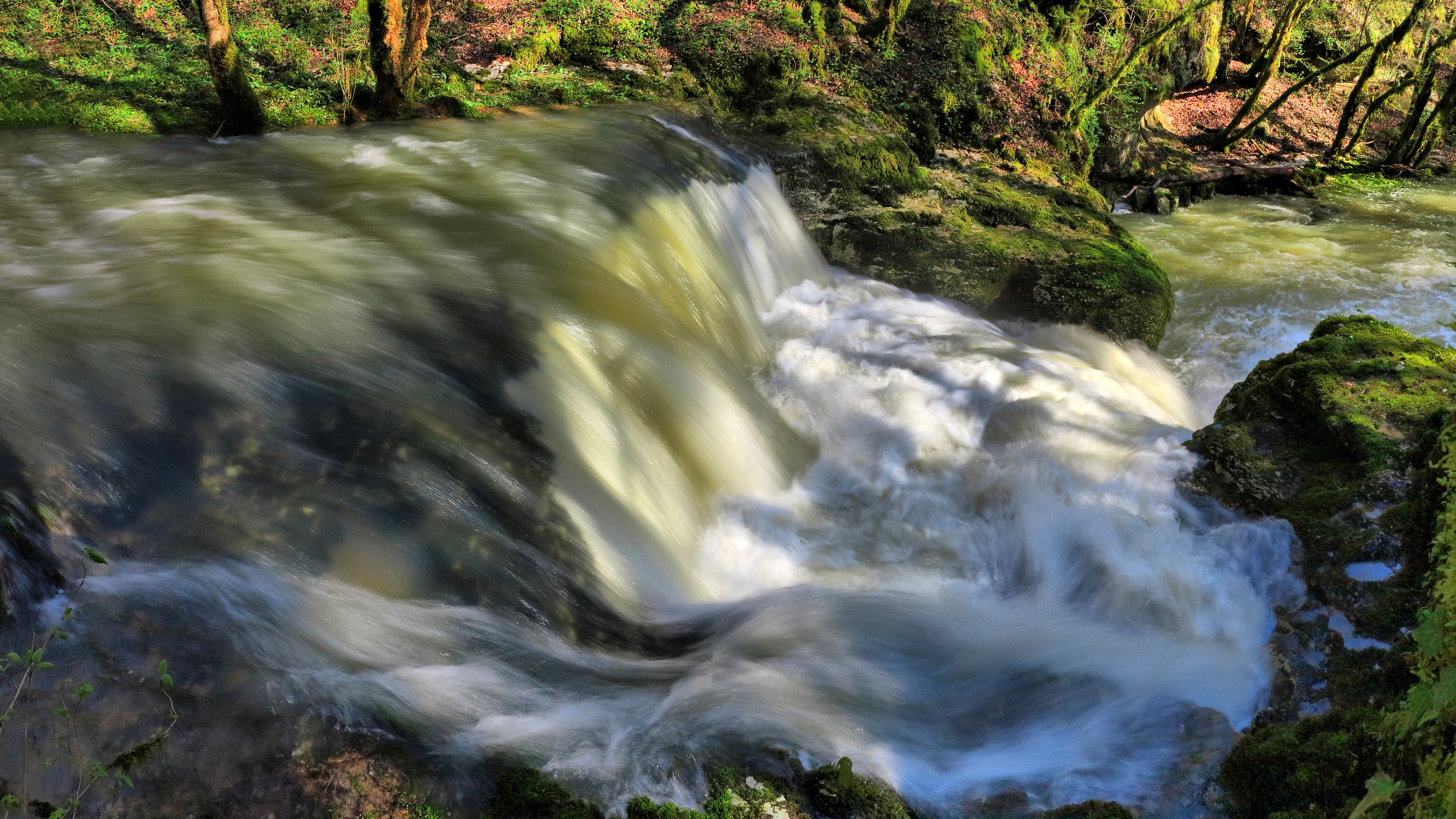
Les cuves de l'Audeux en crue.

### Personnalités liées à la commune

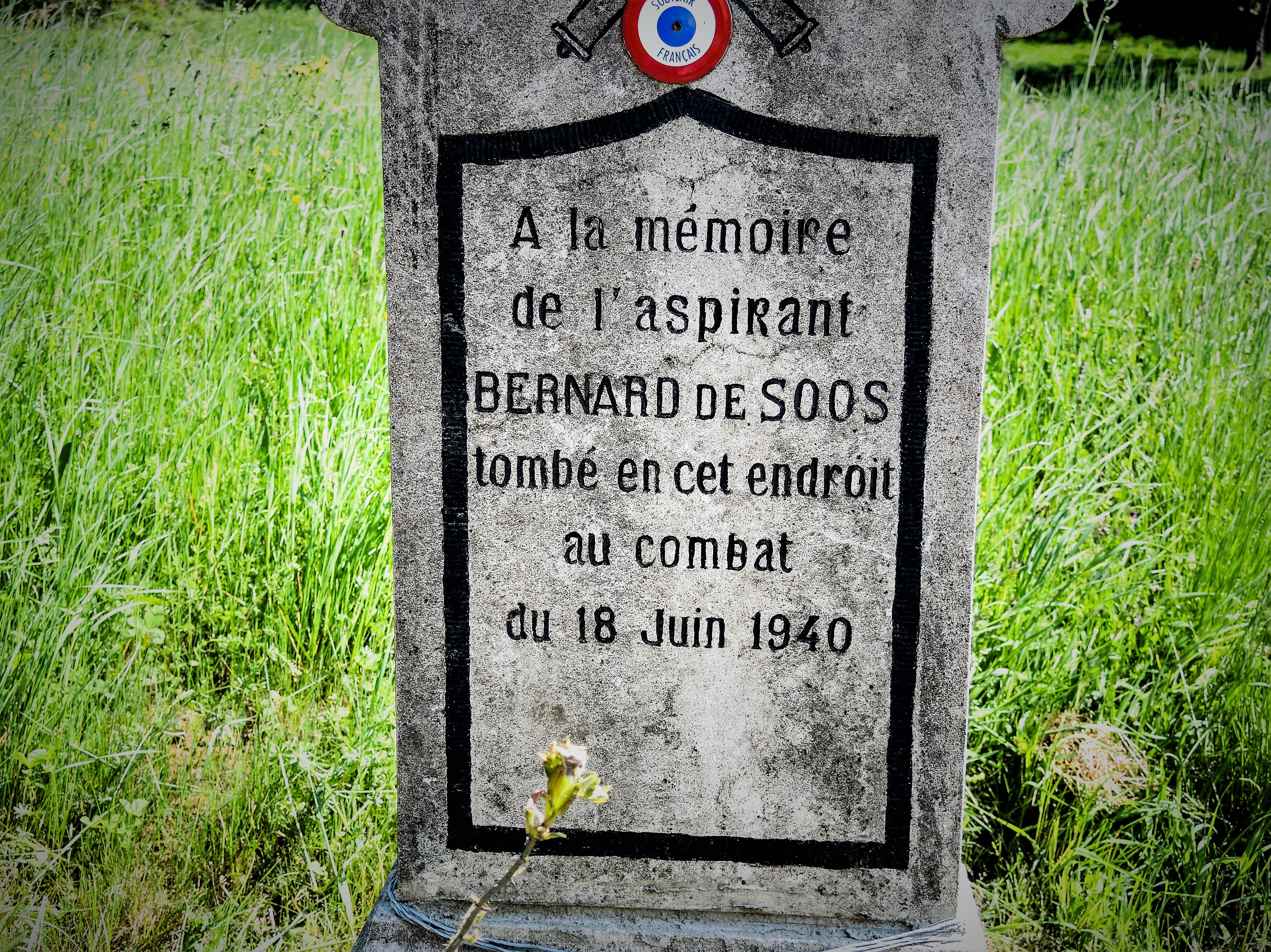
Stèle de l'aspirant Bernard de Soos.

- Stèle de l'aspirant Bernard de Soos.Bernard de Gardey de Soos, officier aspirant au 57e régiment d'artillerie, né le 8 septembre 1917 à Angers et mort au champ d'honneur à l'âge de 22 ans le 18 juin 1940 à Aïssey lors de la Seconde Guerre mondiale. Médaille militaire et croix de guerre 1940[21]. Il est inhumé dans l'église d'Aïssey détruite par les bombardements allemands le 18 juin 1940 et reconstruite entre 1955 et 1957.

### Héraldique
| Blason de Aïssey | Blason  | Tiercé en pairle : au 1er d'azur à la croix ancrée d'argent, au 2e de sinople à trois besants d'or, au 3e de gueules à la Croix de guerre 1939-1945 d'or. Ornements extérieursCroix de guerre 1939-1945 |
| Blason de Aïssey | Détails | Le statut officiel du blason reste à déterminer. |